# Ariadna

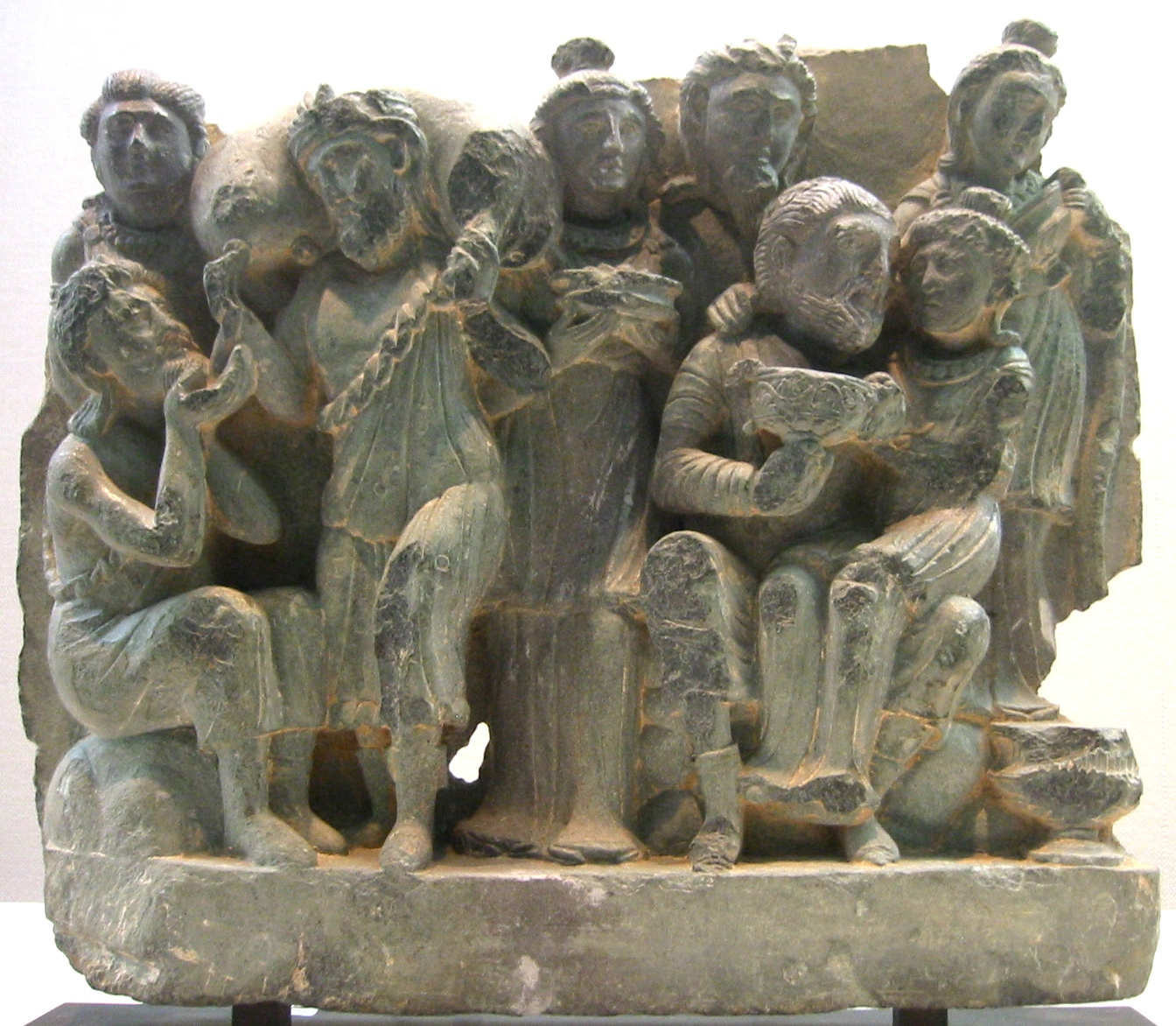
Escena de bebida con Dioniso y Ariadna en su regazo. Arte greco-budista de Gandhara,.

En la mitología griega, Ariadna (en griego Ἀριάδνη, de la forma greco-cretense arihagne, ‘la más pura’) era una princesa cretense, hija de Minos y Pasífae.

## Etimología
Al nombre de Ariadna se le ha atribuido el significado de «muy pura», a partir del adjetivo ἁγνὸν. Algunos estudiosos, como David West, sin embargo, consideran que dicho significado es una invención y han propuesto otra etimología en la que hacen derivar el nombre de las palabras ugaríticas ar y adn, cuyo significado vendría a ser «luz del padre o señor».

## El mito
Minos y Pasífae reinaban en Creta. Tras la muerte de su hijo Androgeo, Minos decidió atacar Atenas y además lanzó una serie de maldiciones que provocaron que el territorio ateniense sufriera sequías y hambre. A cambio de la paz, los atenienses debían enviar siete hombres jóvenes y siete doncellas cada año para alimentar al Minotauro. Un año, Teseo, hijo de Egeo, rey de Atenas, marchó voluntario con los jóvenes para liberar a su pueblo del tributo.

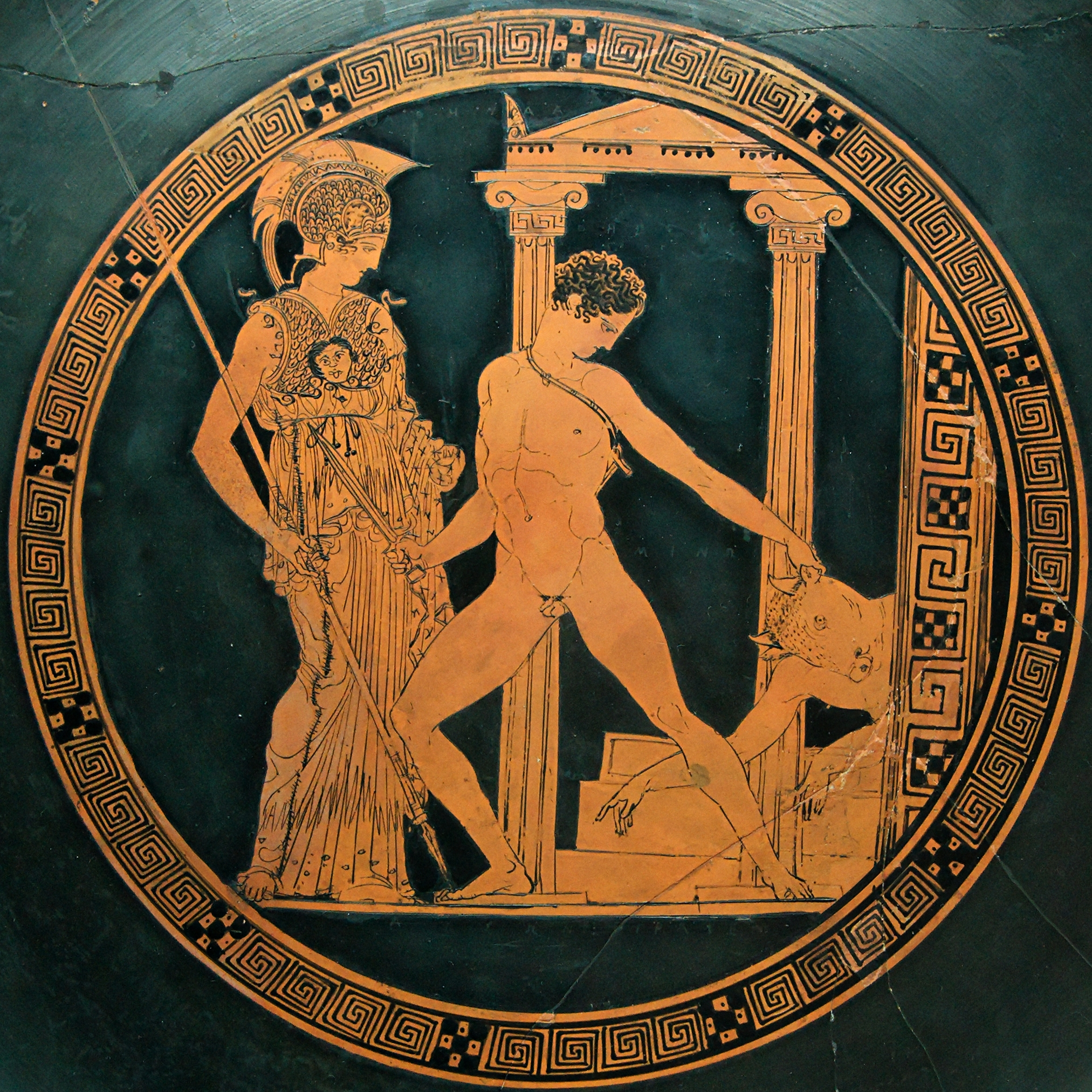
Copa de Esón (c. 425–410 a. C., M.A.N., Madrid) en la que Teseo arrastra al Minotauro desde un laberinto parecido a un templo.

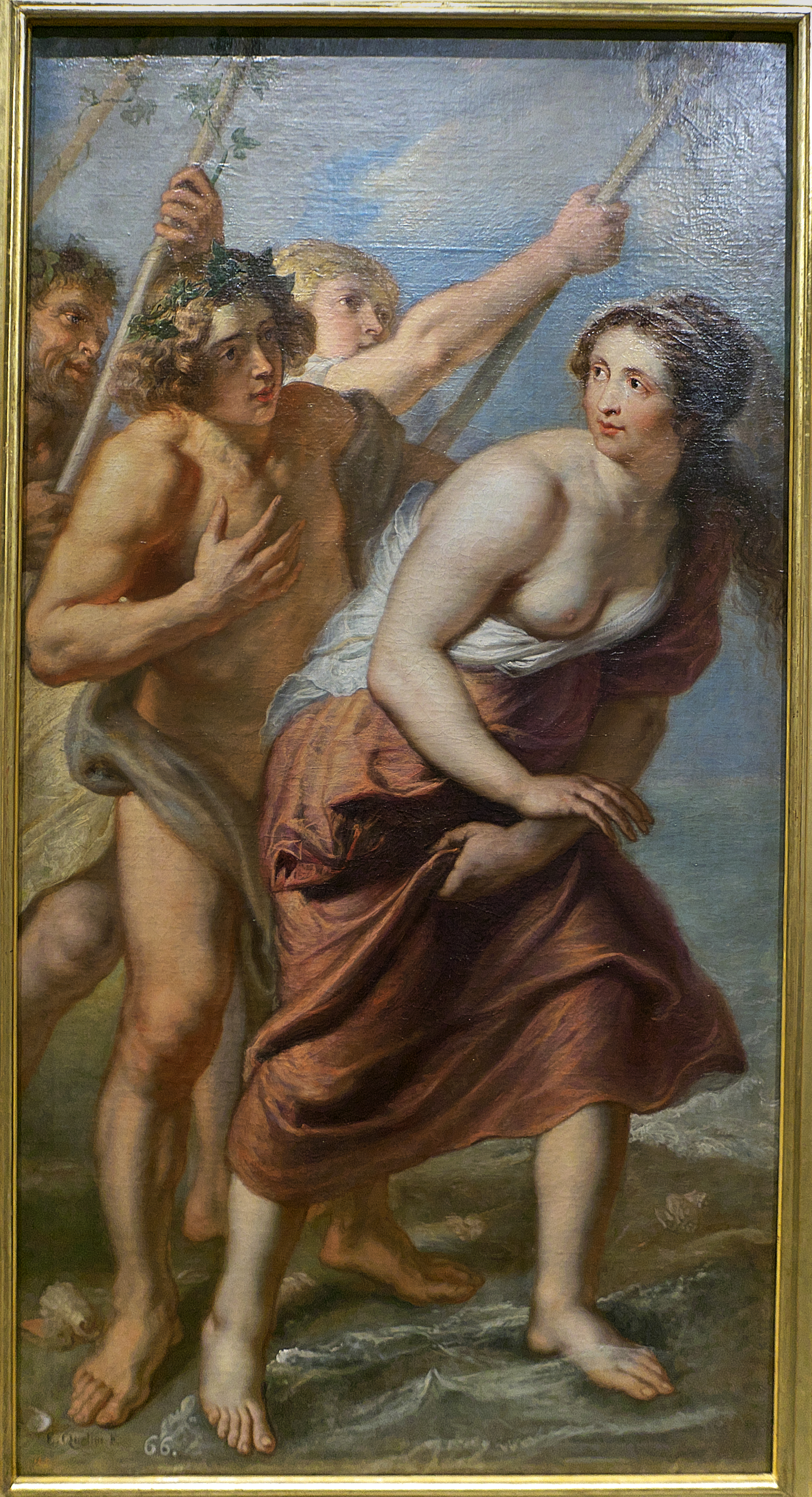
Baco y Ariadna en la isla de Naxos

Ariadna se enamoró de Teseo a primera vista, como otros personajes femeninos que ayudaron a provocar el nuevo orden (un mitema que fue caracterizado como «de los desertores» por Ruck y Staples), y le ayudó dándole un ovillo del hilo que estaba hilando o, según otras fuentes, una corona luminosa para que pudiese hallar el camino de salida del Laberinto tras matar al Minotauro. Ariadna huyó entonces con Teseo, pero, según la Odisea, «no pudo lograrlo porque Artemisa la mató en Día, situada en medio de las olas, por la acusación de Dioniso». Homero no explica la naturaleza de la acusación de Dioniso.
En la obra de Hesíodo y en la mayoría de las otras fuentes, Teseo abandonó a Ariadna dejándola dormida en Naxos y Dioniso la redescubrió y se casó con ella. Existen diferentes tradiciones acerca del motivo de este abandono: lo habría hecho porque Dioniso le hizo olvidarse de ella, o por orden de Atenea o de Hermes; o por puro olvido o desprecio, o por vergüenza de llegar con ella a Atenas, o porque amaba a Egle. Otro relato contaba que la nave donde viajaban sufrió una tempestad en torno a Chipre y que Ariadna, que estaba encinta, fue puesta en tierra en la mencionada isla, pero Teseo debió dejarla allí para socorrer al barco. En este relato, Ariadna murió en la isla antes de poder dar a luz y cuando Teseo regresó, ordenó celebrar sacrificios en honor de ella. Otra tradición señalaba que después de haber sido abandonada por Teseo, Ariadna casó con un sacerdote de Dioniso llamado Ónaro. En una versión alternativa, Teseo no la abandonó, sino que Ariadna fue raptada por Dioniso y la llevó a la isla de Lemnos.
Otra tradición mencionaba que Dioniso la llevó a la isla de Donusa para escapar de la persecución de Minos.
La corona que recibió Ariadna como regalo de bodas fue ascendida a los cielos como la constelación Corona Borealis.
Ariadna permaneció junto a Dioniso hasta que más tarde Perseo combatió contra Dioniso en Argos y mató a Ariadna al petrificarla con la cabeza de Medusa o tras arrojar una lanza que iba dirigida a otro guerrero. En otros mitos, Ariadna se ahorca tras ser abandonada por Teseo. Según Hesíodo, fue inmortalizada por Zeus.
En la mitología romana, la diosa comparable es Libera, a la que los poetas romanos asociaban con la Ariadna greco-minoica. Ariadna fue especialmente adorada en Naxos, Delos, Chipre y la región de Lócrida. Probablemente también se la venerara en Argos, donde una tradición indicaba que allí se conservaba su tumba —emplazada en el templo del Dioniso cretense—. El Certamen de Homero y Hesíodo también menciona una festividad en honor de Ariadna en el lugar donde fue encontrado el cadáver de Hesíodo, aunque esta mención de Ariadna no es segura.

### Descendencia
La mayoría de las fuentes, como es fama, consideran a Dioniso como el padre de los descendientes de Ariadna, pero no se ponen de acuerdo. Apolodoro nos dice que «Dioniso, enamorado de Ariadna, la raptó y la llevó a Lemnos, donde yació con ella y engendró a Toante, Estáfilo, Enopión y Pepareto».Teófilo de Antioquía dice que estos cuatro fueron, en cambio, Toante, Estáfilo, Marón y Eunoo. Higino opina que dos de los argonautas, Estáfilo y Eurimedonte, son hijos del Padre Líbero y Ariadna. Al menos en un escolio aparecen mencionados Evantes, Latramis y Taurópolo, y otras fuentes añaden a Euneo, al epónimo Céramo, Flíaso o Himeneo.
Plutarco considera que «según algunos, Ariadna tuvo de Teseo a Enopión y Estáfilo entre ellos también se incluye Ión de Quíos». Otros atribuyen a Radamantis el papel de esposo de Ariadna y padre de Enopión, Estáfilo y Toante.

## Iconografía
Las primeras representaciones seguras de Ariadna en el arte aparecen en la época arcaica, en la segunda mitad del siglo VII a. C., en que aparece ligada a Teseo a través del episodio del Minotauro. Se la representa también como esposa de Dioniso. Desde entonces la pareja ha sido a menudo considerada, en la iconografía, como un símbolo del matrimonio feliz, como en obras del Pintor de Heidelberg, en torno al 560 a. C. En la cerámica de figuras negras, además de escenas de encuentro de Ariadna y Dioniso, aparecen representaciones de Ariadna como auriga. A veces también aparece Ariadna formando parte del tíaso de Dioniso pero de una manera destacada, participando en un simposio, escena que también aparece en la cerámica de figuras rojas.
En el periodo clásico la figura de Ariadna continúa apareciendo a menudo como esposa de Dioniso en ambientes festivos o incluso donde ambos se abrazan o se besan. Además se representan escenas en las que Dioniso persigue a Ariadna, a veces con la presencia de Eros. Otro motivo iconográfico en que aparecen Ariadna y Dioniso es asociando ambos personajes al teatro, como en la cratera de Pronomo o en la hidria de la locura de Licurgo. También se encuentran algunas imágenes que representan el abandono que sufrió por parte de Teseo y su posterior encuentro con Dioniso, como en la llamada Hidria de Berlín.
Este episodio del abandono de Ariadna fue luego el evento favorito de las representaciones de Ariadna en los periodos helenístico y romano. Se halla en mosaicos, relieves y pinturas en las que, junto con su tíaso, Dioniso encuentra a Ariadna que, según la versión predominante, se encontraba dormida. También se encuentran imágenes de este periodo en las que aparece únicamente la figura de Ariadna acostada.
En la Edad Media dejaron de aparecer representaciones de Ariadna, que reapareció en el siglo XV, donde Donatello representa a Ariadna y Dioniso como pareja ideal. Este tema se repitió continuamente a partir de este momento y, en el Barroco, se popularizó una variante que representa las bodas de Dioniso y Ariadna en presencia de Afrodita y donde a veces Ariadna recibe la corona que después, según el mito, se transformó en una constelación. También aparece representada la subida de ambos amantes al Olimpo, como en obras de Giovanni Battista Tiepolo. Por otra parte, la escena del abandono de Ariadna por Teseo y su descubrimiento por Dioniso volvió a darse a principios del siglo XVI, en obras de Tiziano. En relación con este evento mítico en concreto, en alguna ocasión se representó a Ariadna despierta pero predominan las imágenes de Ariadna dormida.

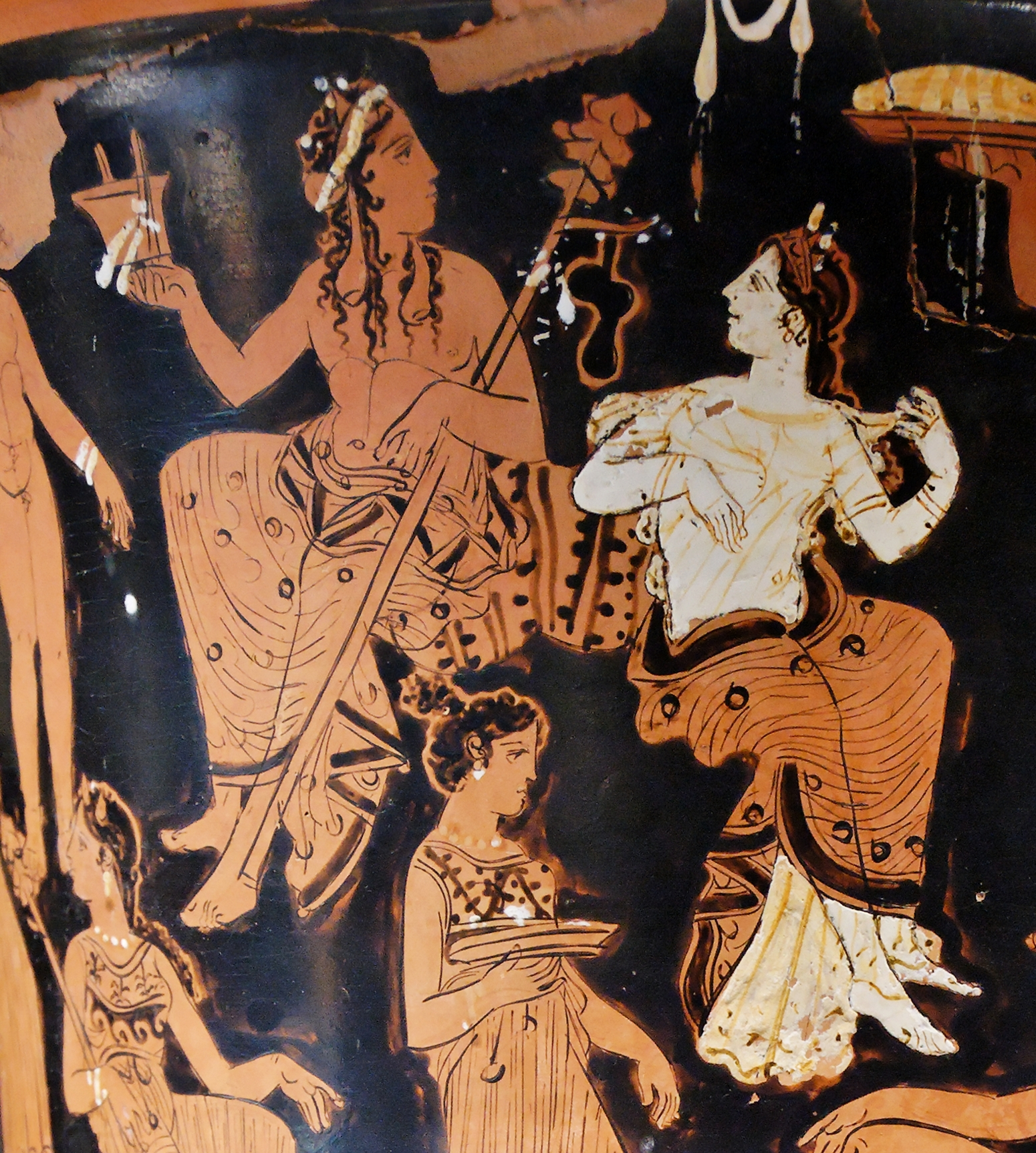
Detalle de una cratera con la representación de Dioniso y Ariadna, en el Museo del Louvre de París (400-375 a. C.)
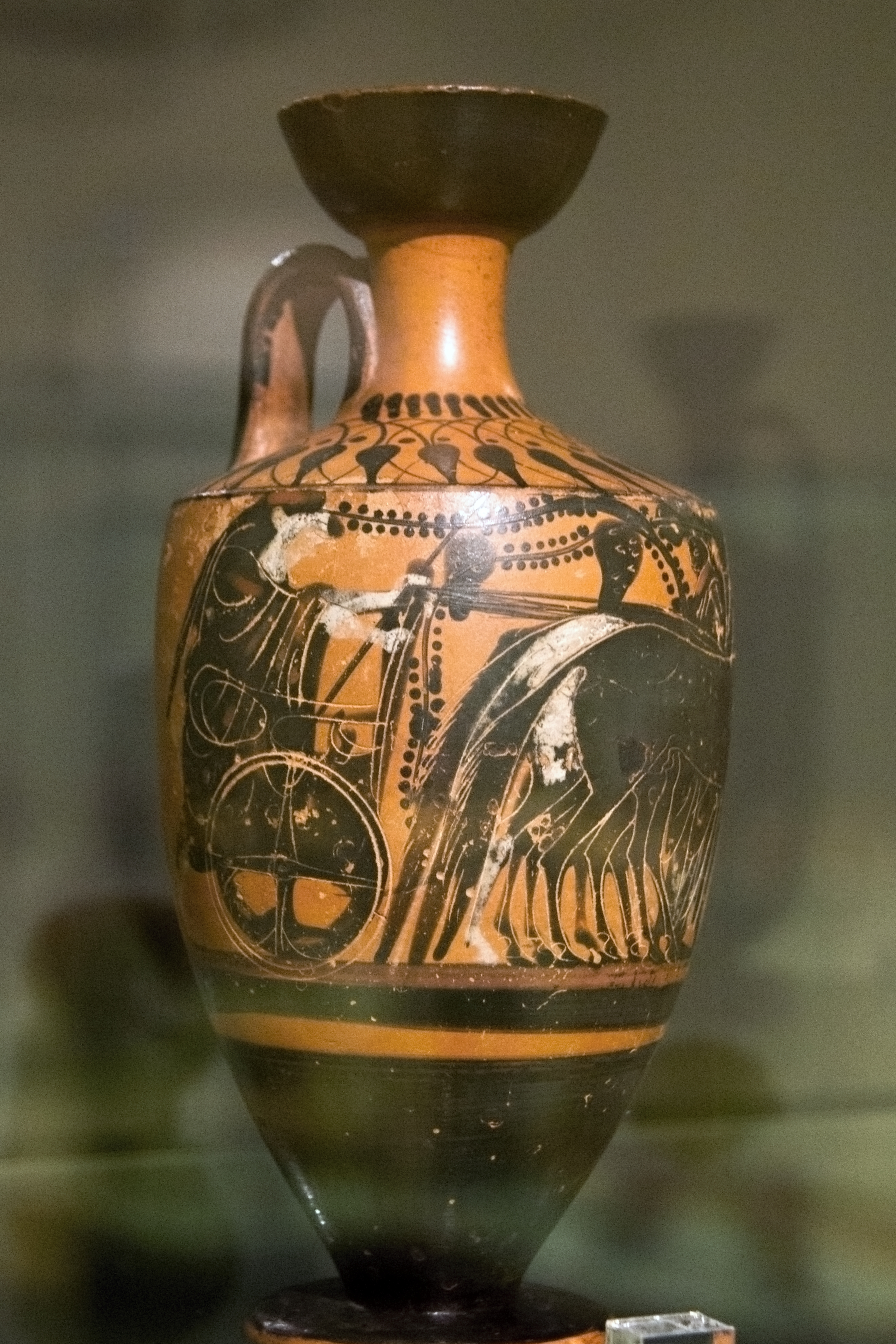
Lécito de figuras negras donde aparece Ariadna como auriga, en el Palacio Kinsky de Praga (ca. 500 a. C.)
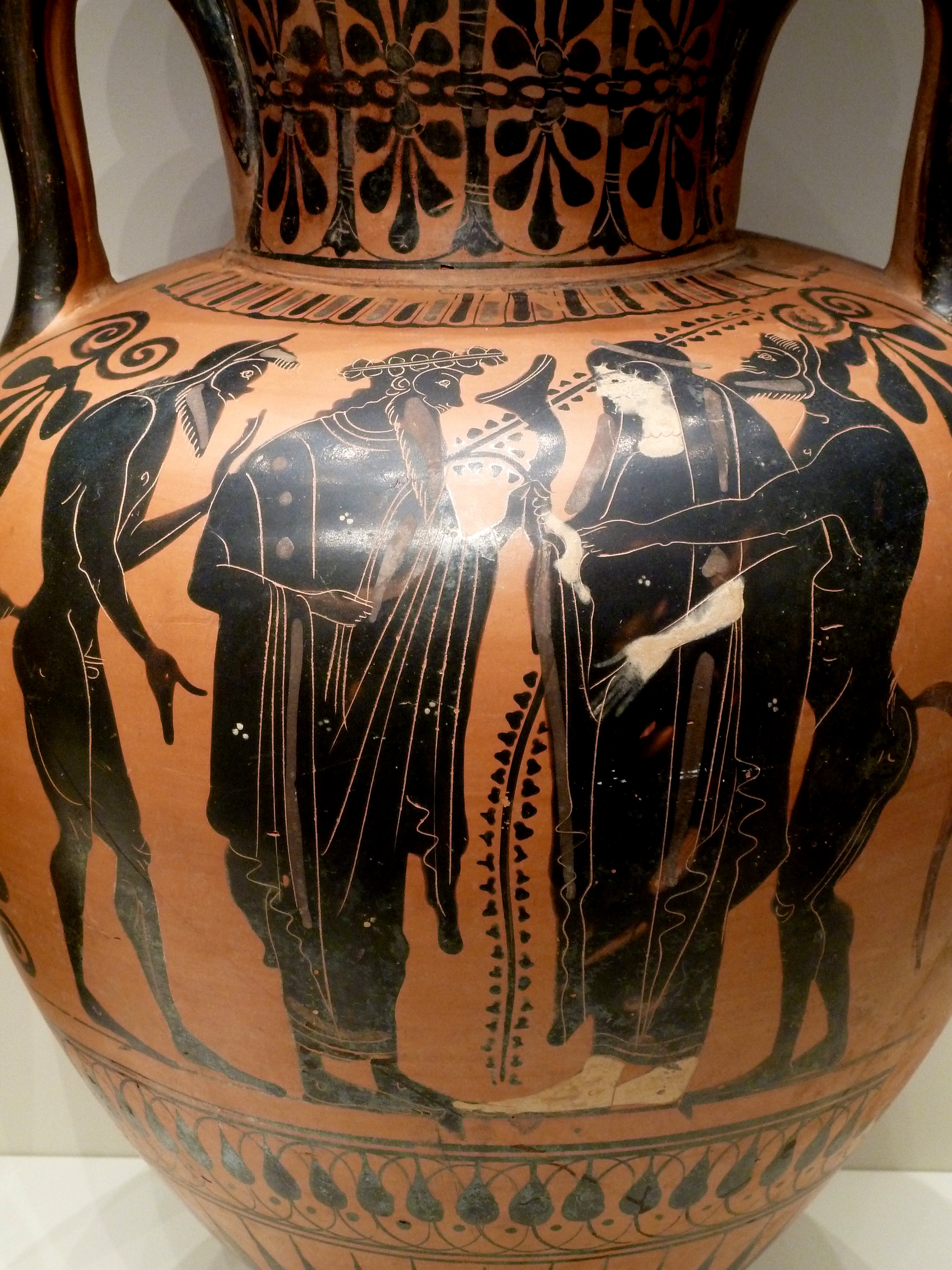
Ánfora de figuras negras donde aparecen Dioniso y Ariadna entre dos sátiros, en la Villa Getty de Malibú (hacia 510 a. C.)
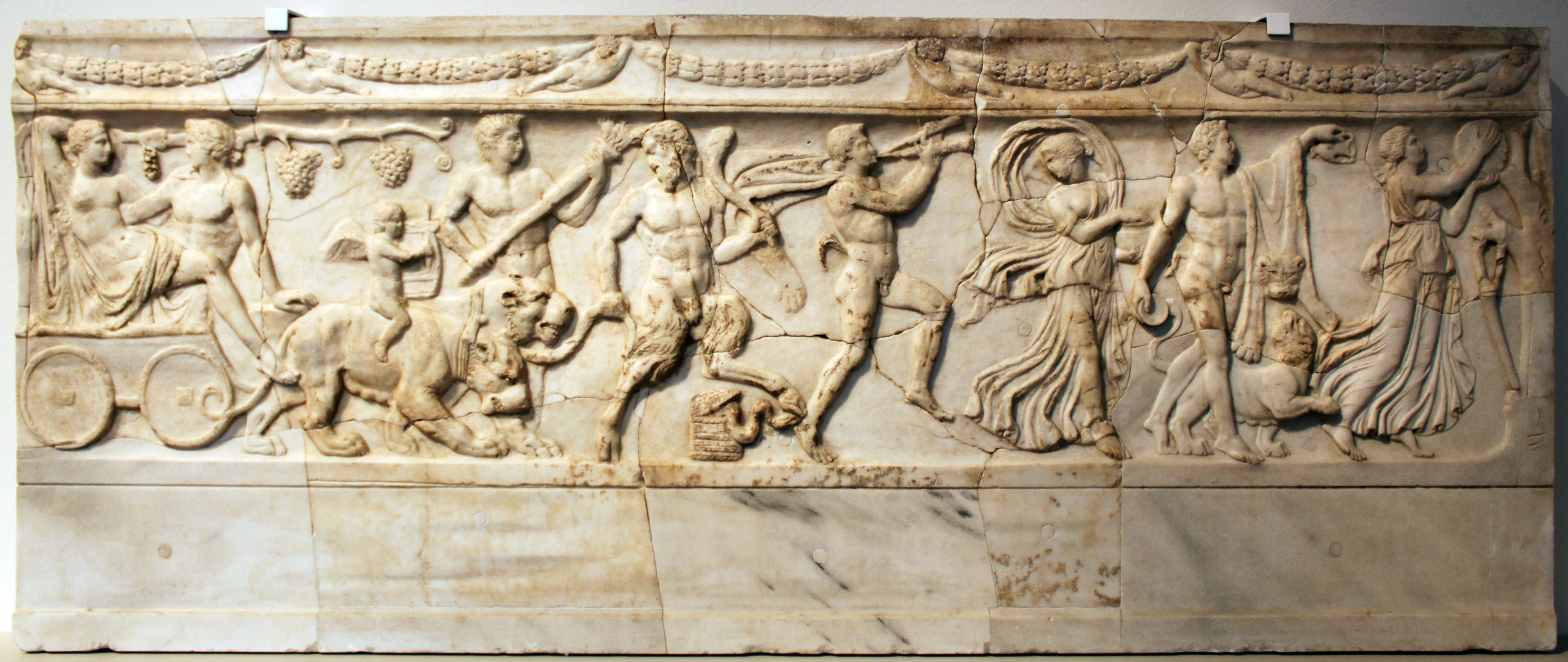
Relieve de un sarcófago con un cortejo que acompaña a Dioniso y Ariadna. Hacia 110-130; Altes Museum, Berlín.
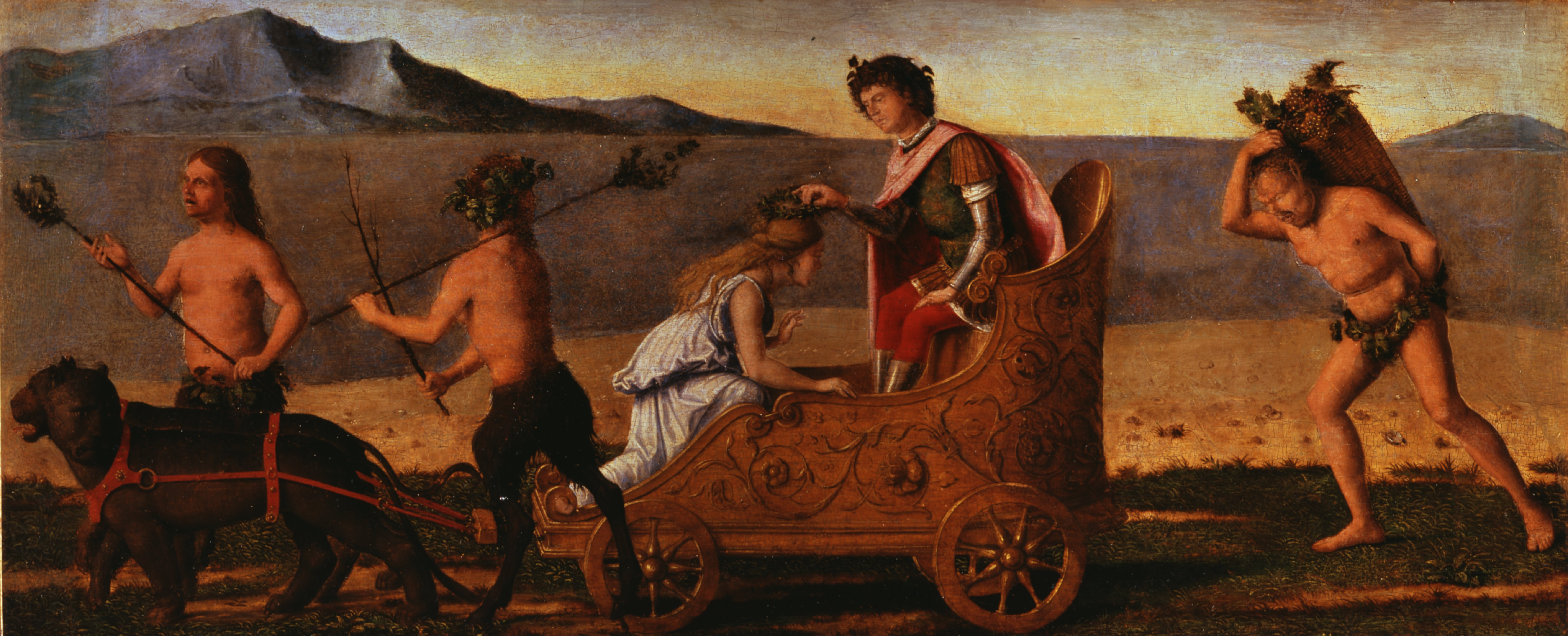
Dioniso y Ariadna, por Cima da Conegliano (1505)
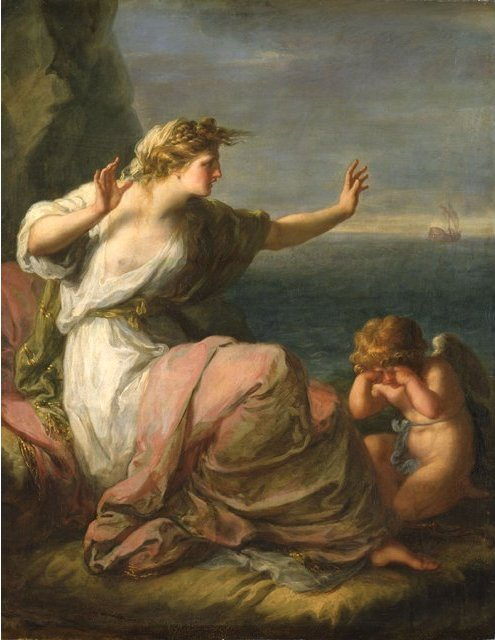
Ariadna abandonada por Teseo, obra de Angelica Kauffmann, antes de 1782.

## Interpretaciones
Algunos investigadores creen, debido a su asociación con el hilo y los giros, que era una diosa de la tejedura, como Aracne, y sostienen tal afirmación con el mitema de la ninfa ahorcada.
Algunos investigadores creen que Ariadna es el epíteto tras el que se esconde una primitiva diosa de la fertilidad de Creta, «el primer personaje divino de la mitología griega en ser inmediatamente reconocido en Creta», una vez hubo comenzado la arqueología. Creen que este personaje debe identificarse con el teónimo documentado en tablillas micénicas da-pu-ri-to-jo po-ti-ni-ja («Señora del Laberinto») y que para Homero y la mitología griega posterior, los orígenes divinos de Ariadna se diluyeron. En una cílica ática del pintor Esón (ca. 425–410 a. C., M.A.N., Madrid), Teseo arrastra al Minotauro desde un laberinto parecido a un templo, pero la diosa que le ayuda es Atenea. Para los mitógrafos atenienses la mentora del fundador de Atenas es Palas Atenea y Ariadna no es más que un trofeo.
Según algunos habría en realidad dos Ariadnas:
1. La esposa de Dioniso a la que mató Perseo.
2. La princesa que se enamoró de Teseo, y que habría nacido dos generaciones después.[7]

Por otra parte, una mención de Homero en la que se dice que Dédalo construyó para Ariadna una pista de baile ha sido interpretada por algunos mitólogos como una alusión a la construcción del laberinto y también se ha sugerido que podría tratarse de una ofrenda a Ariadna no como princesa sino como divinidad protectora.

## Cultura posterior
- Il lamento d'Arianna (El lamento de Ariadna) es un célebre madrigal compuesto en 1608 por Claudio Monteverdi e incluido en su sexto libro de Madrigales. Il lamento d'Arianna es, en realidad, el único fragmento que se conserva de la que fue la segunda ópera compuesta por el genio veneciano, Arianna, después de la renombrada L'Orfeo, favola in musica, primera ópera propiamente dicha de la historia de la música.
- Ariadne auf Naxos (Ariadna en Naxos) es el título de una cantata compuesta por Franz Joseph Haydn en 1789, así como el de una ópera de Richard Strauss.
- Lamento de Ariadna es un poema de Friedrich Nietzsche que forma parte de sus Ditirambos de Dioniso.
- Ariadna es el título de una obra teatral de A. A. Milne.
- Ariadna es el título de un texto teatral de Marina Tsvietaieva, que fue estrenado en Sevilla en 2008 con la coproducción del Centro Andaluz de Teatro y Atalaya Teatro a partir de la versión de Carlos Iniesta.
- Ariadna es el nombre del libro de Jennifer Saint, publicado en 2021. Cuenta la historia de la princesa de Creta con perspectiva feminista.